# 見上愛
見上 愛（みかみ あい、2000年〈平成12年〉10月26日 - ）は、日本の女優。東京都出身。ワタナベエンターテインメント所属。日本大学芸術学部演劇学科卒。

## 来歴
中学2年生の時、観劇好きの両親に連れられて観た舞台から演劇の世界にハマり、裏方の仕事に惹かれていった。高校生の時には演劇部に所属し、日本大学芸術学部演劇学科卒業し、裏方・演出の奥深さも知ると共に「裏方・演出家になるには演技も学ぶべき」とワタナベエンターテイメントのスクールに通ったことをきっかけに女優デビューした。
2019年8月31日、日本テレビ系土曜ドラマ『ボイス 110緊急指令室』の第7話にゲスト出演し、テレビドラマ初出演（女優デビュー）。
2020年1月14日から3月17日まで放送のTBS系火曜ドラマ『恋はつづくよどこまでも』で連続ドラマに初めてレギュラー出演。同年10月9日、映画『星の子』で映画初出演。

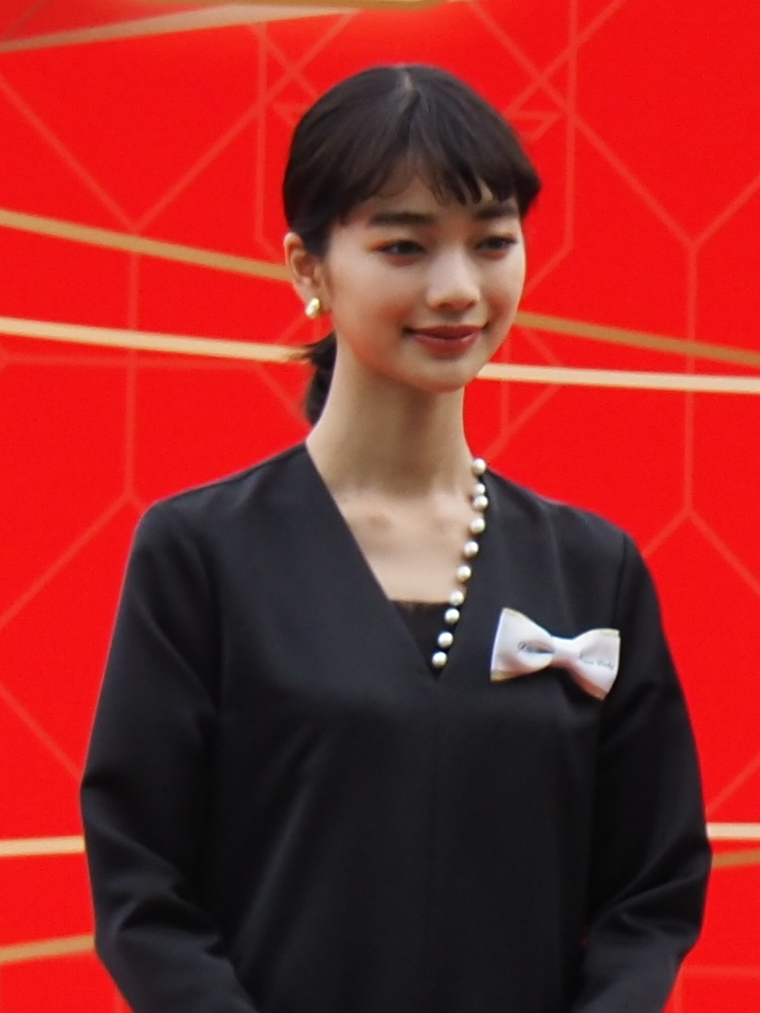
2023年、第90回東京優駿表彰式にて

2021年4月12日から5月31日まで放送のNHK総合・よるドラ『きれいのくに』で容姿にコンプレックスをもつ女子高生役を演じ、注目を集める。同年12月10日、映画『衝動』で倉悠貴とW主演を務め、映画初主演。
2022年2月16日から4月6日まで放送のMBS・TBS系ドラマイズム『liar』で佐藤大樹とW主演を務め、テレビドラマ初主演。
2024年5月10日、映画『不死身ラヴァーズ』で映画単独初主演。同年6月30日、『光る君へ』でNHK大河ドラマ初出演。藤原道長の娘・藤原彰子役を演じる。同年8月29日に配信が開始されたNetflixドラマシリーズ『恋愛バトルロワイヤル』でドラマ単独初主演。
2025年1月24日、2026年度前期に放送予定のNHK連続テレビ小説『風、薫る』に一ノ瀬りん役として主演することが発表された。

## 人物
6つ上の兄がいる。小学生の時の夢は日本の首相であった。
愛という名前は見上の父親が高校生の時、授業中にふと思いついたもので、のちに「みんなに愛を持って接する人物になってほしい」という意味を込めている。
3歳から18歳までバレエを習っていた。中学1年生から高校1年生の途中まではハンドボール部に所属し、同時期にはバンド活動もおこない、ギターとボーカルを担当していた。
女優の河合優実は見上も通っていた大学である日本大学芸術学部演劇学科出身であり、その影響から見上とは交友関係があり、河合出演の映画『AREA』では衣装を担当した。
学生時代、寝ている姿をよく目撃されており、眠り姫と呼ばれていた。エアウィーヴのマットレスを使っている。
寺山修司およびその作品に傾倒している。役作りにおいてはその役に近い経験や知識がある人物に話を訊き、撮影に臨んでいる。

## 出演
主演のものは太字で表示

### テレビドラマ
- ボイス 110緊急指令室 第7話（2019年8月31日、日本テレビ） - 高木道夫の娘 役[4]
- ミス・ジコチョー〜天才・天ノ教授の調査ファイル〜 第3話（2019年11月1日、NHK総合） - アイカ 役[18]
- 恋はつづくよどこまでも（2020年1月14日 - 3月17日、TBS） - 高津若菜 役[19]
- 乃木坂シネマズ〜STORY of 46〜 第5話 「結道」（2020年2月19日、フジテレビ） - 篠崎麻耶 役[注 2]
- MIU404 第7話・最終話（2020年8月7日・9月4日、TBS） - 陣馬澪 役
- 6 from HIGH&LOW THE WORST（2020年11月20日 - 12月25日、日本テレビ） - 市川真歩 役
- ガールガンレディ（2021年4月7日（6日深夜） - 6月9日（8日深夜）、MBS） - 北本レイ 役[21]
- きれいのくに（2021年4月12日 - 5月31日、NHK総合） - 凜 役[22]
- 叫ばないと生きていけない（2022年1月9日 - 3月6日、中国放送） - マナ 役[23]
- liar（2022年2月16日 - 4月6日、MBS・TBS） - 成田美紗緒 役（佐藤大樹とのW主演）[7][24]
- 持続可能な恋ですか?〜父と娘の結婚行進曲〜 第9話（2022年6月14日、TBS） - 若かりし頃の沢田陽子 役[25]
- 両刃の斧（2022年11月13日 - 12月18日、WOWOW） - 柴崎曜子 役[26]
- 往生際の意味を知れ!（2023年3月8日 - 4月26日、MBS・TBS） - 日下部日和 役（青木柚とのW主演）[27]
- 春になったら（2024年1月15日 - 3月25日、関西テレビ・フジテレビ） - 大里美奈子 役[28]
- Re:リベンジ-欲望の果てに-（2024年4月11日 - 6月20日、フジテレビ） - 木下紗耶 役[29]
- ゲームの名は誘拐（2024年6月9日 - 6月30日、WOWOW） - ヒロイン・葛城樹理 役[30]
- 大河ドラマ 光る君へ 第26回 - 最終回（2024年6月30日 - 12月15日、NHK） - 藤原彰子 役[9][31]
- 月刊 松坂桃李 第1話「横★須★賀 探偵事務所」（2024年10月20日、WOWOW） - さや 役[32]
- マイダイアリー（2024年10月20日 - 12月22日、朝日放送テレビ・テレビ朝日） - 長谷川愛莉 役[33]
- 119エマージェンシーコール（2025年1月13日 - 3月31日、フジテレビ） - 新島紗良 役[34]
- 正直不動産ミネルヴァ Special（2025年2月5日、NHK BS） - 雪野遥香 役[35]
- 連続テレビ小説 風、薫る（2026年度前期〈予定〉、NHK） - 一ノ瀬りん 役[注 1][11][12]

### WEBドラマ
- 乃木坂シネマズ〜STORY of 46〜 第5話 「結道」（2020年1月22日 - 、FOD） - 篠崎麻耶 役[36]
- 箱庭のレミング（2021年6月17日、ABEMA） - 白石未映子 役
- あなたに聴かせたい歌があるんだ 第3話（2022年5月20日、Hulu） - 中尾あや 役[37]
- モアザンワーズ/More Than Words（2022年9月16日 - 、Amazon Prime Video） - 榊みちる 役[38]
- 幽☆遊☆白書（2023年12月14日、Netflix） - 雪菜 役[39]
- 恋愛バトルロワイヤル（2024年8月29日、Netflix） - 唯千花 役[10]

### 映画
- 星の子（2020年10月9日） - さなえ 役
- キャラクター（2021年6月11日） - 山城綾 役
- プリテンダーズ（2021年10月16日） - 仙道風子 役[40]
- 衝動（2021年12月10日） - アイ 役（倉悠貴とのW主演）[41]
- 偽りのないhappy end（2021年12月17日） - マイ 役
- 異動辞令は音楽隊!（2022年8月26日） - 成瀬法子 役[42][43]
- レジェンド&バタフライ（2023年1月27日） - 生駒吉乃 役[44]
- 658km、陽子の旅（2023年7月28日） - 小野田リサ 役[45]
- すべての夜を思いだす（2024年3月2日） - 夏 役[46]
- 不死身ラヴァーズ（2024年5月10日） - 長谷部りの 役[8]
- かくかくしかじか（2025年5月16日） - 北見 役[47]
- 国宝（2025年6月6日） - 藤駒 役[48]

### 劇場アニメ
- ALL YOU NEED IS KILL（時期未定） - リタ 役[49]

### CM
- JR東日本「行くぜ、東北。ナチュラルに、いこう。冬の温泉」篇（2021年）
- サントリーフーズ クラフトボス 抹茶ラテ「ピースにいこうぜ」篇（2021年）[50]
- リクルート SUUMO「引越し見積もり」篇（2021年）
- アリシアクリニック（2021年10月1日 - ）[51]
- JRA
  - 「HERO IS COMING.」（2021年12月28日 - ）（長澤まさみ・佐々木蔵之介[注 3]と共演）[52]
  - 「UMAJO（ウマジョ）」（2022年4月11日 - ）（長澤まさみと共演）
- 森永製菓 inゼリー「～大丈夫。その緊張は、本気の証だ。～ 『受験にinゼリー2022』」（2022年1月10日 - ）[53]
- 花王
  - キュキュット クリア除菌「難しく考えない」篇・「がんばらなくていい」篇（2022年2月 - ）[54][55]
  - エッセンシャル ザ ビューティー「Essential THE BEAUTY バリアループ」篇（2023年4月 - ）[56]
- アダストリア niko and...「多面体」篇・「感情別演劇 実験中」篇（2022年4月 - ）[57]
- MSD 子宮頸がん疾患啓発キャンペーン『いつかじゃなく、「今」だ。』（2024年5月17日 - ）[58]
- 日産自動車「NISSAN LOVE STORY」（2024年8月29日 - ）[59]
- SCREENホールディングス「輝け、未来。」（2025年1月1日 - ）[60]
- マンナンライフ「蒟蒻畑」（2025年1月6日 - ）[61]
- 西武鉄道「秩父飛なな子の休日」（2025年3月24日 - ）[62]
- 朝日新聞社
  - コーポレートCM「新しい朝をつくれ。」篇（2025年3月21日 - ）[63][64]
  - ショートドラマ「新しい朝をつくれ。」 - 春田あやめ 役[63][64]
    - 水難事故マップ編（2025年3月21日 - ）
    - 8がけ社会編（2025年3月21日 - ）
- 三井不動産商業マネジメント
  - 三井ショッピングパーク ららぽーと「変わる。ららぽーと / ブレイキン」編（2025年4月11日 - ）[65]
  - 三井アウトレットパーク「SHOPPING is POWER / 遠くまで買い物」編（2025年4月14日 - ）[65]

### MV
- saji 「ツバサ」（2019年9月25日 - ）[66]
- GENERATIONS from EXILE TRIBE 「One in a Million -奇跡の夜に-」（2019年11月7日 - ）[67]
- 崎山蒼志『find fuse in youth』[68]
  - 「Samidare」（2020年11月1日）
  - 「Heaven」（2020年12月1日）
  - 「Undulation」（2021年1月1日）
- back number「黄色」（2021年9月27日）[54]
- 緑黄色社会「キャラクター」（2022年1月21日）[69]
- 羊文学「FOOL」（2023年4月26日）[70]

### ラジオ
- J-WAVE SELECTION INPEX THE ENERGY WORDS（2024年、J-WAVE）[71]

#### Webラジオ
- 見上愛＆丸山礼の脱力じかん（2024年 - 、YouTubeほか）[72]

### その他
- 澤部&見上の赤坂ケイバ探偵（2022年4月6日 - 、TBSテレビ）[73]
- 美食ファンファーレ（2023年5月25日、フジテレビ）
- 邪馬台国はどこですか？-HIMIKO IS COMING.-（2024年4月 - 、YouTube）[74]
  1. 目黒区元競馬場（2024年4月26日）[75]
  2. 元競馬場＆駒留八幡神社（2024年5月10日）[76]
  3. 三軒茶屋（2024年5月24日）[77]
  4. 馬車道（2024年6月7日）[78]
  5. 根岸競馬記念公苑（2024年6月21日）[79]
  6. 中華街（2024年7月5日）[80]
  7. 馬事公苑（前編）（2024年7月19日）[81]
  8. 馬事公苑（後編）（2024年8月2日）[82]
  9. 鳴尾競馬場跡（2024年8月23日）[83]
  10. 西宮神社（2024年9月6日）[84]
  11. 大阪城（2024年9月20日）[85]
- ボクらの時代（2024年6月9日、フジテレビ） - 河合優実×見上愛×青木柚[86]
- 横浜消防出初式（2025年1月12日）[注 4][87]

#### コンセプトムービー
- スキマスイッチ『スキマノハナタバ 〜Smile Song Selection〜』（2020年8月19日）[88]